# Eupithecia graeciata
Eupithecia graeciata là một loài bướm đêm trong họ Geometridae.